# Деутеријум
Деутеријум, познат и као тешки водоник, је стабилни изотоп водоника чије атомско језгро садржи по један протон и неутрон, док језгро обичног водоника има само један протон. Природна распрострањеност је 1/6500 (на сваки атом деутеријума дође 6500 атома водоника).
Хемијски симбол му је 2H али се користи и симбол D мада деутеријум сам за себе није хемијски елемент. Хемијски се понаша идентично водонику уз изразити изотопски ефект. Два изотопа се могу разликовати помоћу масене спектрометрије због огромне разлике у атомској маси и нуклеарне магнетне резонанције због огромне разлике у резонантним фреквенцијама. Због изотопског ефекта и физичке особине једињења деутеријума могу значајно да се разликују од водоничних аналога; на пример, D2O, тешка вода је вискознија од H2O, (лаке воде) и има знатно вишу тачку топљења.  Атомско језгро деутеријума назива се деутерон, има спин +1 па је, према томе, бозон.
Постојање деутеријума у звездама је важан податак за космологију. Приликом фузије у звездама деутеријум се троши, а осим нуклеосинтезе након Великог праска, нема другог процеса синтезе деутеријума. Дакле, присуство деутеријума у звездама је један од кључних аргумената у корист теорије Великог праска наспрам стационарне теорије о настанку свемира.

## Примене
Деутеријум је посебно користан у протонској нуклеарној магнетној резонанцији. Да би се избегло преклапање сигнала из узорка са сигналом из растварача, већина НМР растварача је пердеутерисана, дакле, сав водоник је замењен деутеријумом.

## Историја
Деутеријум је детектовао 1931. године Харолд Јури, за шта је 1934. године добио Нобелову награду за хемију.

## Подаци
- густина: 0,180 kg/m3 на стандардним условима (0 °C, 101,325 kPa).
- атомска тежина: 2,01355321270.

На 18 K  (тројна тачка):
- густина:

- чврстог: 195 kg/m3
- гасовитог: 0,452 

- вискозност: 1,3 µPa·s
- специфична топлота на константном притиску cp:

- чврстог: 2950 J/(kg·K)
- гасовитог: 5200 J/(kg·K)

## Антидеутеријум
Антидеутерон је античестица деутеријума и састоји се од антипротона и антинеутрона. Антидеутерон је први пут произведен у ЦЕРН-у у Швајцарској и у Брукхавен националној лабораторији у САД 1965. године. Комплетан анти атом, са позитронима који круже око језгра би се звао антидеутеријум али до 2006. године још није произведен.